# 硫酸ストロンチウム
硫酸ストロンチウム（りゅうさんストロンチウム、Strontium sulfate）は組成式 SrSO4 で表される、ストロンチウムの硫酸塩である。天然には結晶性の天青石として産出する。

## 合成
水酸化ストロンチウム水溶液と希硫酸による中和反応により沈殿する。
また塩化ストロンチウムあるいは硝酸ストロンチウムなど水に可溶性のストロンチウム塩水溶液に、希硫酸または硫酸塩水溶液を加えると白色沈殿として得られる。濃厚溶液の場合は初期に嵩張った含水塩の針状結晶が析出することがあるが、これは次第に無水物に変化する。
{\displaystyle {\ce {Sr^{2+}(aq)\ + SO4^{2-}(aq) -> SrSO4}}}

## 性質
無色結晶または白色粉末で直方晶(斜方晶)系に属し、格子定数はa=8.31Å、b=5.34Å、c=6.84Åである。
白色粉末または無色の結晶。水には難溶であるが硫酸バリウムよりは溶解度が大きく、その溶解度積は以下の通りである。
{\displaystyle {\ce {SrSO4\ \rightleftarrows \ Sr^{2+}(aq)\ +SO4^{2-}(aq)\ ,}}} {\displaystyle K{\rm {{sp}=7.6\times 10^{-7}}}}
酸、アルカリにはほとんど溶けないが、濃硫酸には硫酸水素ストロンチウム,Sr(HSO4)2を生成して溶ける。また濃塩酸に対しても溶解度は増大する。
{\displaystyle {\ce {{SrSO4}+H^{+}\ \rightleftarrows \ {Sr^{2+}(aq)}+HSO4^{-}(aq)}}}